# 由利本荘市立本荘東小学校
由利本荘市立本荘東小学校（ゆりほんじょうしりつほんじょうひがししょうがっこう）は、秋田県由利本荘市一番堰に2026年（令和8年）4月に開校する公立小学校。

## 概要
由利本荘市誕生以降、少子化が進み、今後も減少傾向が見込まれることから、ICTを活用し、学校間の教育環境の格差を解消し、規模・質ともに均衡ある学校を構築していくため、小・中 連携教育や、CS推進の視点からも効果的な「小・中学校1ユニット」の考え方を基本に据えることとなった。通学区域は、現由利本荘市立尾崎小学校の一部生徒と由利本荘市立子吉小学校、由利本荘市立小友小学校の全生徒が進むこととなった。
2023年（令和5年）3月に、意見書が出され、本荘東小学校と、日住小学校の2案が出されたが、同年9月、協議した結果、本荘東小学校に決まった。
2024年（令和6年）9月18日に安全祈願祭並びに起工式が本荘東中学校体育館で行われ、2026年（令和8）2月10日に工事完了予定である。

## 校名について
- 東中学校区は広域であることから、地域に偏らない包括的な意味合いを持つ名称がふさわしい。
- 本荘地域のエリアを示した校名であり、学校の位置など思い浮かべやすい。
- 本荘東中学校に隣接しており、調和のとれた、わかりやすい名称である。

## 校章
- 校舎から⾒える⿃海⼭が周囲に広がる⽔⽥に映る様をイメージし、図案の背⾯に配置した。
- 市の⽊である「欅」の葉をモチーフにした。欅は幸運や成⻑のシンボルとも⾔われていることから、新設⼩学校において地域や⼤⼈、⼦どもたち、⼩学校を取り巻くすべての⼈々が「互いに協⼒しあい共に成⻑する」願いを込めた。
- 一筆書きで葉を描いたような図案とし、その絆が途切れることなく続く様を表した。また、「8」が末広がりや永久的な発展を意味する聖数字であることから、八⾓形を描く配置とし、互いに⼿を取り合い協⼒・調和する様を表した。
- ⽂字の表記について検討の際、隣接する本荘東中学校との識別が容易になるよう「東⼩」の表記とした。
- 図案全体において柔らかな曲線をデザインの基調としたことから、書体も同様に曲線を多く取り⼊れ、統⼀感を持たせるとともに軽やかで明朗な印象を与えるデザインとした。

出典：

## 施設概要
- 構造 鉄筋コンクリート造 3階建て
- 建築面積 1,424.09 m2
- 延床面積 3,569.38 m2

## 校歌
作詞：本荘東小学校校歌制作委員会、作曲：猪股義周

## 通学区域
大の道、蓼沼、梵天、薬師堂、埋田、宮内、玉ノ池、葛法、船岡、藤崎、上万願寺、下万願寺、新田、荒町、三条、新道、二十六木、大中ノ沢、館前、大沢、金山、南ノ股、北ノ股、山内、大簗、鳥田目、一本木、館、柳生、櫛引、烏川、鮎瀬本田、鮎瀬新田、上野、雪車町、宮沢、滝ノ沢、栗山、新山崎、湯沢、三ッ方森